# غانتينيروماب
غانتينيروماب هو جسم مضاد وحيد النسيلة لعلاج مرض آلزهايمر. أجريت المرحلة الأولى من التجارب السريرية خلال الفترة 2006-2007.
تجرى حالياً المرحلة الثانية من التجارب السريرية تحت اسم دراسة الطريق القرمزي (بالإنجليزية: Scarlet Road study)‏ على مرضى مصابين بمرض ألزهايمر حديث الحصول. تشمل الدراسة 360 مريضاً في 100 مركز في 15 بلداً.